# تقارير كينسي

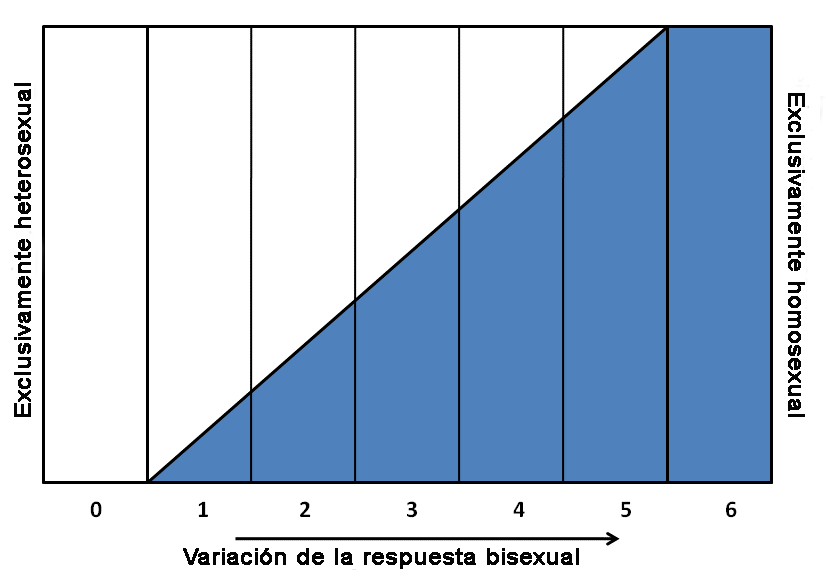

تقارير كينسي (بالإنجليزية: Kinsey Reports)‏ هما كتابان عن سلوك الإنسان الجنسي، الأول هو «السلوك الجنسي عند ذَكَر الإنسان» (نشر عام 1948)، والثاني هو «السلوك الجنسي عند أنثى الإنسان» (نشر عام 1953)، للدكتور الأمريكي ألفريد كينسي وزملائه.
وقد صعقت التقارير المجتمع آنذاك لأنها ناقشت أشياء ومواضيع كانت تعد آنذاك من تابوهات المجتمع.

## نتائج التقرير
- 46% من الرجال لهم توجه جنسي لأشخاص من الجنسين، ونسبة 37% لهم على الأقل تجربة جنسية مثلية واحدة في حياتهم.
- متوسط عدد مرات العلاقة الجنسية الزوجية هو 2.8 في الأسبوع عند النساء عند أواخر فترة المراهقة و 2.2 في الأسبوع عند سن ال 30 ومرة واحدة عند سن الخمسين.
- 50% من المتزوجين الرجال قاموا بعلاقات جنسية خارج نطاق الزواج.